# Eulophia calantha
Eulophia calantha är en orkidéart som beskrevs av Rudolf Schlechter. Eulophia calantha ingår i släktet Eulophia och familjen orkidéer. Inga underarter finns listade i Catalogue of Life.